# União Democrática Ruralista
A União Democrática Ruralista (UDR) se apresenta como uma entidade associativa brasileira que reúne grandes proprietários rurais e tem como objetivo declarado "a preservação do direito de propriedade e a manutenção da ordem e respeito às leis do País". Sua atuação política expressa a patronal rural conservadora se posicionando contra a reforma agrária iniciada no Brasil durante a transição democrática dos anos 1980, após o último período de governos militares.
A  UDR tem funcionado como um grupo de pressão no Congresso Nacional, para impedir a aprovação de projetos de lei a favor da reforma agrária e atua por meio da Frente Parlamentar da Agropecuária. No campo ela exerce pressão sobre o poder judiciário e executivo nas regiões onde existem mais conflitos pela propriedade da terra, não raro envolvendo grandes áreas de terras devolutas ocupadas majoritariamente por atividades agropecuárias.
Atualmente, a entidade tem sua sede em Brasília, e seu atual presidente é o agropecuarista Luiz Antonio Nabhan Garcia, atuante na região do Pontal do Paranapanema, no oeste do Estado de São Paulo, e na região de fronteira agrícola de Sorriso, no Estado do Mato Grosso. Garcia também preside a seção paulista da UDR.

## Histórico
A UDR foi fundada informalmente como uma organização regional em 1985, na cidade de Presidente Prudente. No ano seguinte, em Goiânia foi fundada a UDR Nacional, sediada em Brasília, como resultado de uma significativa mobilização dos grandes  proprietários rurais do Brasil, tendo em vista defender seus interesses, na Assembleia Constituinte de 1987. Essa atuação se concentraria principalmente na defesa dos direitos de propriedade, que consideravam ameaçados pela esquerda, favorável à realização da reforma agrária no país. Como resultado da atuação dos ruralistas, a Constituição de 1988 preserva os direitos de propriedade rural em terras produtivas.
Após as conquistas dos ruralistas na Constituinte e entendendo que as ameaças ao direito de propriedade estavas afastadas,  verificou-se uma desmobilização entidade. A UDR de Presidente Prudente  ficou praticamente inativa de 1994 até o final 1996, quando  foi reativada. No final de 1996 a entidade foi reativada no Pontal do Paranapanema em razão do recrudescimento dos conflitos com o Movimento dos Sem-Terra.

## Atividades
A entidade notabilizou-se na segunda metade dos anos 1980 por sua disposição beligerante no campo. Entre 1985 e 1989, quando se encontrava no pico de suas atividades, as mortes no campo chegaram a 640.
Em 2005, o relator  da Comissão Parlamentar Mista de Inquérito da Terra, deputado João Alfredo (PSOL - Ceará) pediu o indiciamento de um grupo de pessoas, dentre as quais o presidente da UDR, Luiz Antônio Nabhan Garcia, por apropriação ilegal de terra pública, falso testemunho e ameaça. Além dos indiciamentos, o relator pediu que o Ministério Público de São Paulo apurasse o possível envolvimento da UDR com milícias privadas no Pontal do Paranapanema. O relator pediu também a investigação de outras cinco pessoas por fraude envolvendo títulos de propriedade de terras pertencentes à União. 
Nela se fundamenta a criação do Grupo de Defesa da Propriedade, uma organização composta por fazendeiros e empresários do setor rural e que atua de modo radical na defesa de seus interesses tanto pressionando membros do poder judiciário e do executivo, dos governos estaduais e federais, quanto estudando ativamente a formação de milícias para a defesa de seus interesses. Sua atuação no campo é muito conhecida por seu papel histórica na renovação radical da atuação patronal rural e pela consolidação da violência.

## Críticas
Críticos da UDR acusam a entidade de disseminar a violência no campo e de atuar somente na defesa dos interesses de grandes proprietários rurais, embora alegue defender os pequenos produtores. A entidade também é acusada de ser leniente com o uso de trabalho escravo nas fazendas. Grupos ambientalistas afirmam que a UDR faz oposição a projetos de proteção ambiental, e que, através da Frente Parlamentar Agropecuária (liderada pelo deputado federal pelo Paraná, Sérgio Souza, do MDB) no Congresso Nacional, pressiona para alterar o Código Florestal Brasileiro, ainda que com consequências nefastas. Os ruralistas defendem, por exemplo, o aumento em 150% do limite legal de desmatamento nas fazendas da Amazônia.